# Katie Weatherston
Katie Weatherston (née le 6 avril 1983 à Thunder Bay (Canada) est une joueuse canadienne de hockey sur glace, membre de l'équipe du Canada de hockey sur glace féminin.
Avec le Canada, elle est championne du monde en 2007 et vice-championne du monde en 2008.
Elle est aussi championne olympique en 2006 à Turin.